# IC 4499
IC 4499 је збијено звјездано јато у сазвјежђу Рајска птица које се налази на листи објеката дубоког неба у Индекс каталогу.
Деклинација објекта је - 82° 12' 46" а ректасцензија 15h 0m 19,1s. Привидна величина (магнитуда) објекта IC 4499 износи 10,1. IC 4499 је још познат и под ознакама GCL 30, ESO 22-SC5.